# Langdysse von Frederikskilde

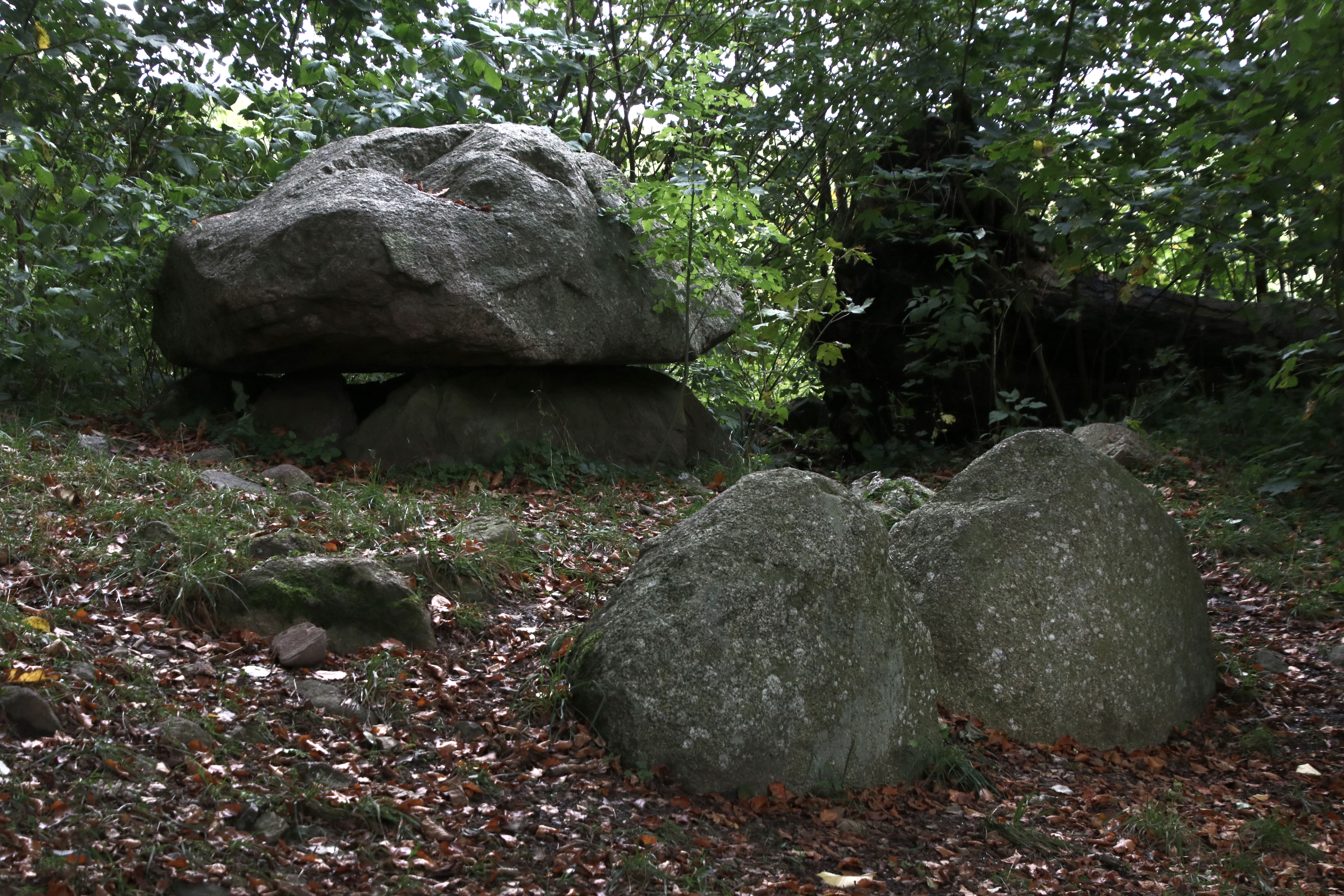
Langdysse von Frederikskilde

Der Frederikskilde Langdysse (auch Frederikslyst genannt) liegt im Weiler Lynge, am nordwestlichen Ende des Tystrup Sø (See) im Frederikskilde Skov (Wald) etwa sieben km südlich von Sorø auf der dänischen Insel Seeland. Der Dolmen entstand zwischen 3500 und 2800 v. Chr. als Megalithanlage der Trichterbecherkultur (TBK) und ist relativ gut erhalten. 

## Beschreibung
Das etwa 27 × 10 Meter lange und 1,0 m hohe Hünenbett ist bereits vor der ersten Beschreibung des Nationalmuseums im Jahr 1882 durch Grabungen und Abbau von Torf beschädigt worden. Heute liegt auf der unebenen Oberfläche ein offener Dolmen am nördlichen Ende. Von der Kammer sind drei große Tragsteine und ein Deckstein erhalten. Die Kammer hat einen Zugang im Nordosten. Am Übergang zwischen Kammer und Gang befindet sich ein Schwellenstein. Etwa in der Mitte des Hügels befinden sich Steine einer kleinen Kammer. Sichtbar sind die Oberkanten von vier Seitensteinen. Die mittlere Kammer wurde möglicherweise nicht ausgegraben. Eine überwachsene, flache Aussparung im Südwesten deutet darauf hin, dass eine dritte Kammer vorhanden gewesen sein könnte. 
Über die ausgegangenen Kammern ist wenig bekannt. Es wird angenommen, dass diese nicht gleichzeitig mit dem Bau des Hünenbetts erstellt wurden, sondern im Laufe der Zeit hinzugefügt wurden. Die Randsteine wurden bei der Erweiterung des Hünenbettes ebenfalls ergänzt. Bei der Langdysse von Frederikskilde sind noch 34 Randsteine erhalten, aber die meisten befinden sich nicht mehr in situ. Anfangs wurden auf die Randsteine, vor allem im Bereich der Zugänge der Kammern, von den Leuten der TBK Speisen und Getränke für die Verstorbenen als Opfergaben in reich verzierten Gefäßen abgestellt.

## Anmerkung
1. ↑  Langdysse ist die in Dänemark gebräuchliche Bezeichnung für Dolmen, die in einem rechteckigen oder trapezoiden Hünenbett liegen, im Gegensatz dazu sind Runddolmen bzw. Runddysser jene Dolmen, die im Rundhügel liegen